# 闘姫陵辱
『闘姫陵辱』（とうきりょうじょく）とは、2004年よりキルタイムコミュニケーションより発行された日本の成年向けアンソロジーコミック（成年漫画雑誌）である。2008年4月3日に『スレイブヒロインズ』にリニューアルされるまで続いた。全37巻が約1か月に1回のペースで発売された。 正式名称は『闘うヒロイン陵辱アンソロジー闘姫陵辱』。 

## 概要
闘姫陵辱は、キルタイムコミュニケーション発行する漫画レーベル二次元ドリームコミックスの創刊号として2004年に発行された。闘うヒロイン陵辱アンソロジーを掲げており、『二次元ドリームマガジン』、『コミック二次元ドリーム』などに掲載された作品のほか、書き下ろし作品などが単行本化された。勝ち気で気丈なヒロインが完膚なきまでに陵辱されてしまう話が収録されていて、スレイブヒロインズへと受け継がれるアンソロジーコミックシリーズの最初のレーベルとなった。また、電子アンソロジーや、二次元EXノベルズより短編小説集が発売されている。

## 既刊一覧
二次元ドリームコミックス（キルタイムコミュニケーション）より刊行。全37巻。また、二次元EXノベルズより闘姫陵辱オリジナル短編小説集が発売されている。
1. 闘うヒロイン陵辱アンソロジー 闘姫陵辱1 2004年9月1日発行 ISBN 4-86032-113-8 表紙：柴刃俊郎
2. 闘うヒロイン陵辱アンソロジー 闘姫陵辱2 2005年4月1日発行 ISBN 4-86032-168-5 表紙：助三郎
3. 闘うヒロイン陵辱アンソロジー 闘姫陵辱3 2005年5月18日発行 ISBN 4-86032-176-6 表紙：ごまさとし
4. 闘うヒロイン陵辱アンソロジー 闘姫陵辱4 2005年5月29日発行 ISBN 4-86032-177-4 表紙：高浜太郎
5. 闘うヒロイン陵辱アンソロジー 闘姫陵辱5 2005年6月30日発行 ISBN 4-86032-184-7 表紙：あめいすめる
6. 闘うヒロイン陵辱アンソロジー 闘姫陵辱6 2005年7月31日発行 ISBN 4-86032-192-8 表紙：しなのゆら
7. 闘うヒロイン陵辱アンソロジー 闘姫陵辱7 2005年8月31日発行 ISBN 4-86032-200-2 表紙：助三郎
8. 闘うヒロイン陵辱アンソロジー 闘姫陵辱8 2005年10月1日発行 ISBN 4-86032-208-8 表紙：桐島サトシ
9. 闘うヒロイン陵辱アンソロジー 闘姫陵辱9 2005年10月30日発行 ISBN 4-86032-215-0 表紙：わしみゆーこ
10. 闘うヒロイン陵辱アンソロジー 闘姫陵辱10 2005年12月3日発行 ISBN 4-86032-229-0 表紙：嘉下葱
11. 闘うヒロイン陵辱アンソロジー 闘姫陵辱11 2006年1月15日発行 ISBN 4-86032-236-3 表紙：あきら
12. 闘うヒロイン陵辱アンソロジー 闘姫陵辱12 2006年2月3日発行 ISBN 4-86032-245-2 表紙：チバトシロウ
13. 闘うヒロイン陵辱アンソロジー 闘姫陵辱13 2006年3月3日発行 ISBN 4-86032-253-3 表紙：みやま零
14. 闘うヒロイン陵辱アンソロジー 闘姫陵辱14 2006年4月5日発行 ISBN 4-86032-261-4 表紙：シケナオト
15. 闘うヒロイン陵辱アンソロジー 闘姫陵辱15 2006年5月3日発行 ISBN 4-86032-272-X 表紙：篠塚醸二
16. 闘うヒロイン陵辱アンソロジー 闘姫陵辱16 2006年6月4日発行 ISBN 4-86032-281-9  表紙：神奈月昇
17. 闘うヒロイン陵辱アンソロジー 闘姫陵辱17 2006年7月4日発行 ISBN 4-86032-291-6 表紙：A1
18. 闘うヒロイン陵辱アンソロジー 闘姫陵辱18 2006年8月3日発行 ISBN 4-86032-300-9 表紙：トモセシュンサク
19. 闘うヒロイン陵辱アンソロジー 闘姫陵辱19 2006年9月3日発行 ISBN 4-86032-308-4 表紙：犬
20. 闘うヒロイン陵辱アンソロジー 闘姫陵辱20 2006年10月4日発行 ISBN 4-86032-318-1 表紙：中島秋彦
21. 闘うヒロイン陵辱アンソロジー 闘姫陵辱21 2006年11月3日発行 ISBN 4-86032-326-2 表紙：あいざわひろし
22. 闘うヒロイン陵辱アンソロジー 闘姫陵辱22 2006年12月3日発行 ISBN 4-86032-336-X 表紙：緑木邑
23. 闘うヒロイン陵辱アンソロジー 闘姫陵辱23 2007年1月11日発行 ISBN 978-4-86032-348-6 表紙：一枚烏合
24. 闘うヒロイン陵辱アンソロジー 闘姫陵辱24 2007年2月3日発行 ISBN 978-4-86032-357-8 表紙：ジェット世渡り
25. 闘うヒロイン陵辱アンソロジー 闘姫陵辱25 2007年3月11日発行 ISBN 978-4-86032-367-7 表紙：2号
26. 闘うヒロイン陵辱アンソロジー 闘姫陵辱26 2007年4月4日発行 ISBN 978-4-86032-380-6 表紙：赤賀博隆
27. 闘うヒロイン陵辱アンソロジー 闘姫陵辱27 2007年5月3日発行 ISBN 978-4-86032-391-2 表紙：ヤツシマテツヤ
28. 闘うヒロイン陵辱アンソロジー 闘姫陵辱28 2007年6月3日発行 ISBN 978-4-86032-404-9 表紙：或十せねか
29. 闘うヒロイン陵辱アンソロジー 闘姫陵辱29 2007年7月4日発行 ISBN 978-4-86032-415-5 表紙：影原半蔵
30. 闘うヒロイン陵辱アンソロジー 闘姫陵辱30 2007年8月3日発行 ISBN 978-4-86032-429-2 表紙：ドリル汁
31. 闘うヒロイン陵辱アンソロジー 闘姫陵辱31 2007年9月6日発行 ISBN 978-4-86032-450-6 表紙：大田優一
32. 闘うヒロイン陵辱アンソロジー 闘姫陵辱32 2007年10月3日発行 ISBN 978-4-86032-466-7  表紙：大場陽炎
33. 闘うヒロイン陵辱アンソロジー 闘姫陵辱33 2007年11月3日発行 ISBN 978-4-86032-485-8 表紙：あいざわひろし
34. 闘うヒロイン陵辱アンソロジー 闘姫陵辱34 2007年12月5日発行 ISBN 978-4-86032-501-5 表紙：かん奈
35. 闘うヒロイン陵辱アンソロジー 闘姫陵辱35 2008年1月18日発行 ISBN 978-4-86032-516-9 表紙：桐島サトシ
36. 闘うヒロイン陵辱アンソロジー 闘姫陵辱36 2008年2月6日発行 ISBN 978-4-86032-532-9 表紙：FCT
37. 闘うヒロイン陵辱アンソロジー 闘姫陵辱37 2008年3月6日発行 ISBN 978-4-86032-548-0 表紙：高浜太郎

1. 闘姫陵辱オリジナル短編小説集 スレイブクイーンズ 2006年12月発行 ISBN 978-4860323394

## 配信一覧
電子アンソロジーとして配信。
1. 闘姫陵辱ベストセレクションVol.1 2008年7月6日配信開始
2. 闘姫陵辱ベストセレクションVol.2 2008年8月9日配信開始
3. 闘姫陵辱ベストセレクションVol.3 2008年8月23日配信開始
4. 闘姫陵辱ベストセレクションVol.4 2008年9月14日配信開始
5. 闘姫陵辱ベストセレクションVol.5 2008年11月22日配信開始
6. 闘姫陵辱ベストセレクションVol.6 2009年11月1日配信開始